# Непал на летних Олимпийских играх 1980
Непал принимал участие в Летних Олимпийских играх 1980 года в Москве (СССР) в четвёртый раз за свою историю, но не завоевал ни одной медали. 